# Atrocalopteryx atrata
Atrocalopteryx atrata е вид водно конче от семейство Calopterygidae. Видът не е застрашен от изчезване.

## Разпространение
Разпространен е в Китай (Гуандун, Гуанси, Гуейджоу, Джъдзян, Дзянси, Дзянсу, Съчуан, Фудзиен, Хайнан, Хубей, Хунан, Хъбей, Шандун и Шънси), Русия (Приморски край), Северна Корея, Южна Корея и Япония (Кюшу, Рюкю, Хоншу и Шикоку).

## Описание
Популацията на вида е стабилна.